# Sun Yi (Marquis)
Sun Yi (chinesisch 孫翊 / 孙翊, Pinyin Sūn Yi; * um 183; † 204) war ein Beamter der Wu-Dynastie zur Zeit der Drei Reiche im alten China. Er war der dritte Sohn von Sun Jian. Nach dem Tod von Sun Jians Schwager Wu Jing wurde Sun Yi Marquis von Danyang.
Weil Sun Ce ihn hoch schätzte, wurde er als ernster Rivale für Sun Quan bezüglich der Nachfolge betrachtet. Er zog sich jedoch vor einer Konfrontation zurück und diente seinem älteren Bruder als Marquis von Danyang. Als seine Vasallen ihn umgebracht hatten, wurde eine Untersuchungskommission unter Sun He einberufen, die jedoch keinen Erfolg bei der Aufklärung hatte. Erst Sun Gao konnte die Verschwörung aufdecken.
Sun Yis Sohn Sun Song diente später als Hauptmann der Bogenschützen, wurde aber für einen nicht überlieferten Misserfolg von Lu Xun gezüchtigt und degradiert.